# La Bréole
La Bréole korábbi község (település) Franciaországban, Provence-Alpes-Côte d’Azur régió Alpes-de-Haute-Provence megyéjében. 
2017. január 1-jén Saint-Vincent-les-Forts községgel egyesült és delegált községként Ubaye-Serre-Ponçon új község része lett.
Lakosainak száma 379 fő (2018. január 1.). La Bréole Le Lauzet-Ubaye, Montclar, Saint-Martin-lès-Seyne, Saint-Vincent-les-Forts, Selonnet, Bréziers, Espinasses, Rochebrune, Rousset-Serre-Ponçon és Le Sauze-du-Lac községekkel határos.

## Népesség
A település népességének változása:
| Lakosok száma | 256  | 235  | 252  | 279  | 325  | 394  | 361  | 358  | 371  | 379  |
|               | 1968 | 1975 | 1982 | 1990 | 1999 | 2011 | 2013 | 2015 | 2017 | 2018 |